# Xenogears
Xenogears – japoński RPG, wyprodukowany przez firmę Square Co., Ltd. w 1998 roku.
Fabuła gry, koncentruje się wokół Feia Fonga Wonga, który po nieumyślnym zniszczeniu wioski, w jakiej dane mu było żyć przez ostatnie trzy lata, musi stawić czoło swojej mrocznej, zapomnianej przez niego samego przeszłości. Wydarzenia zawarte w grze mają miejsce w fikcyjnym świecie, aczkolwiek niektóre elementy fabuły mogą sugerować, iż wszystko dzieje się w odległej przyszłości na planecie podobnej do Ziemi.
Elementem charakterystycznym dla Xenogears jest występowanie Gearów, wielkich robotów bojowych, typowych dla wielu produkcji japońskich, nie tylko z zakresu gier komputerowych. Ich modele są trójwymiarowe, tak jak lokacje i modele większych przeciwników, w przeciwieństwie do dwuwymiarowych spriteów pozostałych postaci (w tym głównych bohaterów). W grze występują też animowane przerywniki zrealizowane w koncepcji anime. Ścieżkę dźwiękową skomponował Yasunori Mitsuda.
Xenogears bywa krytykowane za odstępujący nieco od standardów system walk, zbyt częste losowe walki i długie dialogi pomiędzy postaciami, występujące jako przerywniki pomiędzy kontrolowaną przez gracza akcją. Ostatni zarzut pada najczęściej pod adresem akcji umieszczonej na drugiej płycie gry, gdzie akcja zmienia charakter na bardziej bierny (czynną eksplorację kolejnych lokacji często zastępują streszczenia dalszej fabuły padające z ust bohaterów) i traci na interaktywności. Ukończenie gry z poznaniem sekretów i całej fabuły zajmuje przynajmniej 60 godzin.
Za kontynuację Xenogears uważana jest seria Xenosaga wydana przez Namco na PlayStation 2 (wydane dotychczas dwie części owej serii odpowiadałyby pierwszym dwóm z zaplanowanej sagi).